# Via de Zenta
La via de Zenta, conosciuta semplicemente come Zeta (in serbo Зетски пут?, Zetski put) era una strada medievale che collegava l'Adriatico con lo stato serbo medievale. Partiva dalla foce del Bojana, il porto di Scutari, (in alternativa Bar poi Cetinje) lungo la valle del Drin fino a Prizren, poi a Lipljan, e poi attraverso Novo Brdo fino a Vranje e Niš. La Repubblica di Venezia e Ragusa utilizzavano la strada per il commercio con la Serbia e la Bulgaria. Da Niš, l'antica strada romana della Via Militaris proseguiva fino a Costantinopoli. La strada non venne più utilizzata con la conquista ottomana di quest'area della Serbia nel 1392, dopo la precedente conquista ottomana delle province meridionali della Macedonia (1371), e le prime conquiste ottomane europee a Gallipoli (1354).
I commercianti veneziani, i più assidui utilizzatori della strada, la utilizzavano per l'esportazione di grano, animali, argento e uva dalla Serbia e dalla Bulgaria verso l'Italia. Fu tra i più importanti mezzi di comunicazione di Ragusa e del suo entroterra. L'altra strada che collegava l'entroterra della Serbia con l'Adriatico era quella da Niš, attraverso la provincia mineraria di Kopaonik, fino alla Via Drine. Altre due strade [più piccole] attraversavano la Bosnia a nord-est: una era la Via Narenta, che attraversava le gole della Neretva, e l'altra era la Via Argentaria, che collegava Spalato con le miniere d'argento di Ilidža e Srebrenica e a sua volta Sremska Mitrovica nel nord.
Svolse un importante ruolo culturale in quanto collegava l'entroterra con le città adriatiche che avevano anche una popolazione latina, e Venezia.